# Glorup
Glorup är en herrgård i Gudne härad, söder om Nyborg på Fyn.
Glorup är ett av Danmarks främsta gods med en av Christoffer Valkendorf vid mitten av 1600-talet uppförd mangårdsbyggnad i form av en kringbyggd gård. Gården byggdes om 1763–65 efter ritningar av Nicolas-Henri Jardin och hans elev Christian Josef Zuber. Den anses det vara ett av de finaste barockkomplexen i Danmark och ingick i Danmarks kulturkanon 2006.
Glorup var 1793-1916 huvudsäte för stamhuset Moltkenborg (Moltke-Huitfeldt). Slottet omges av en vidsträckt park och trädgårdar i fransk stil.

## Historik

### Tidig historia
Glorup nämns första gången 1390, men ingenting är känt om byggnaden vid den tiden och namnet kan syfta på en by snarare än en byggnad.
Den första tillförlitliga dokumentationen av Glorup är från renässansen, då Christoffer Valkendorf byggde ett fyrlängat hus i två våningar med fyra torn, omgivet av en vallgrav. Det var en imponerande byggnad för sin tid men bara grunden med källaren och en sandstenstavla med en häst och Valkendorfska vapen finns kvar av detta hus. Numera är tavlan placerad över en dörr i det gamla ridhuset.
Glorup ägdes av familjen Valkendorf från 1400 till 1661, då de tvingades sälja godset efter förstörelsen under Stora nordiska kriget. Glorup ägdes sedan av familjen Ahlefeldt från 1661 till 1711 innan den 1711 kom i familjen Plessens ägo.

## Ombyggnad av huset
År 1723 ärvde geheimeråd Christian Ludvig Scheel-Plessen Glorup och 1743-1744 byggde han om huset med hjälp av arkitekt Philip de Lange. En våning försvann och ett mansardtak sattes på alla fyra flyglarna. Huset var putsat och vitmålat. Dåtidens formspråk var barock.

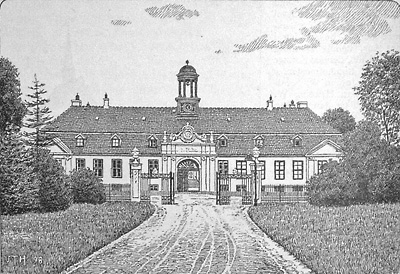
Teckning av huset från 1898

Efter Scheel-Plessens död 1762 köptes Glorup av greve Adam Gottlob Moltke av Bregentved, som samtidigt köpte granngården Rygaard för 120 000 riksdaler. Kostnaden täcktes delvis av en vinst på 60 000 som han vunnit på lotteri tillsammans med hemgiften han fick av sin andra fru. Moltke, en framstående och skicklig bonde, satte herrgården på fötter igen, hjälpt av de stigande priserna på jordbruksprodukter i Europa. Greve Moltke var mycket nöjd med sitt nyförvärv, men huset såg redan gammaldags ut. Han bestämde sig därför för att modernisera det och beställde Danmarks främste arkitekt, Nicolas-Henri Jardin, som just assisterat honom på slottet Marienlyst, och hans arkitektoniska designer Christian Josef Zuber.

### Expansion av parken
Framför Glorups södra flygel fanns fram till dess att Moltke förvärvade Glorup bara en ganska liten trädgård. Han anlade en större engelsk trädgård sydväst om slottet. Det var också Moltke som planterade de trädkantade avenyerna.
När hemgården flyttades på 1860-talet lämnade den plats för större trädgårdar. De anlades mellan 1862 och 1875 av landskapsarkitekten Henry August Flindt, med trädgårdsmästaren Ditlev Christian Ernst Eltzholtz (1838–1928) som ansvarade för arbetet på plats. Eltzholtz lärde sig sina trädgårdsskickligheter av sin far Johan Christoffer Eltzholtz (1801–1883) som var trädgårdsmästare på Brahetrolleborg på Fyn, Danmark. På ön i den lilla dammen byggdes en fontän som sprutar vatten från lejonens mun. Bland de nya trädgårdarna fanns också en fransk trädgård vid dammen med blommor och buskar i formella prydnadsmönster, och med två rader statyer föreställande grekiska och romerska gudar och gudinnor. Varje år bäddades 100 000 växter ut från växthusen.

## Arkitektur
Glorup Herrgård består av fyra låga vitkalkade flyglar med fönsterramar, gesims och pilastrar delvis gulmålade. Den är toppad med ett stort mansardtak i glaserat svart tegel. Flèchen på taket tillkom under åren 1773 till 1775.
En bred trappa leder upp till huvudentrén, och det finns liknande trappor på husets norra och södra sida. Interiören innehåller en rad eleganta rum, särskilt matsalen dekorerad i guld och vitt och entréhallen med sin dubbla trappa.
Kapellet från 1898 är byggt i nygotisk stil. Det har en katolsk interiör och ett gravkapell.

## Park

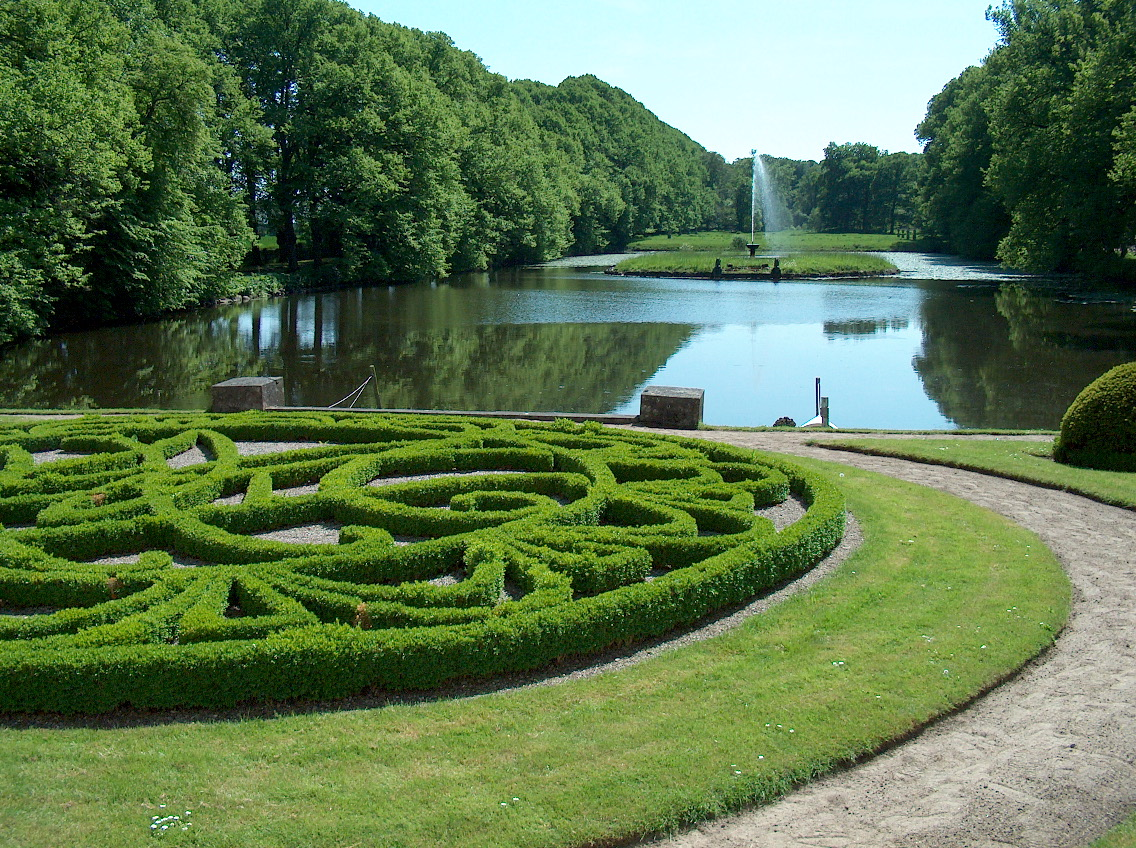
Parken och dammen

Glorup herrgård ligger i ett böljande landskap med många sjöar och myrar. Parken har två sektioner, en formell fransk barockträdgård och en anglo-kinesisk landskapsträdgård. De avgränsas av långa, nästan parallella alléer av lind, som skjuter ut i omgivningarna. Den anglo-kinesiska trädgården grundades i mitten av 1700-talet och är en av de tidigaste romantiska trädgårdskomplexen i landet. Ekar och fruktträd finns i parken samt exotiska sorter som jättesequoia, ginkgos och ett tulpanträd. De slingrande stigarna förbinder paviljonger, statyer, urnor och en spegeldamm.

### Obelisk
En obelisk i parken hyllar minnet av en släktträff i Glorup 1778. På tavlor anges namnen och titlarna på de 32 familjemedlemmar som var närvarande vid det tillfället. Minnesmärket ritades av den kungliga skulptören Johannes Wiedewelt. En inskription abeskriver värdinnans önskan att se sin familj leva för evigt i de välsignades boningar.

### Lusthus
Parken innehåller också ett lusthus från 1868, byggd i form av ett litet tempel med sex doriska kolonner. Här finns Johannes Wiedewelts Andromeda från 1764. Statyn placerades ursprungligen i Moltkes herrgård i Köpenhamn, nu en del av Amalienborgs slott. Den föreställer Andromeda som, som ett gudomligt straff för sin mors skryt, var kedjad vid en sten som ett offer till ett sjöodjur.

### Broruin
Ett annat romantiskt inslag, beläget inte långt från templet, var en hängbro som spänner över en ravin. Bron byggdes 1867 och var 46 meter lång. Idag finns bara tornen kvar.

## Glorup idag
Familjen Moltke, sedan 1843 som Moltke-Huitfeldt, äger fortfarande Glorup och Rygaard. Byggnaden som syns idag är i nästan alla avseenden som den var 1765. Hembygdsgården flyttades bort från huvudbyggnaden 1860. Parken har allmänt tillträde.
Glorup Herrgård med Rygaard Herrgård sträcker sig över 1 132 hektar (ca 2 300 tunnland).